# Culdesac
Culdesac és una població dels Estats Units a l'estat d'Idaho. Segons el cens del 2000 tenia 378 habitants.

## Demografia
Segons el cens del 2000, Culdesac tenia 378 habitants, 152 habitatges, i 107 famílies. La densitat de població era de 608,1 habitants per km².
Dels 152 habitatges en un 34,2% hi vivien nens de menys de 18 anys, en un 53,3% hi vivien parelles casades, en un 9,9% dones solteres, i en un 29,6% no eren unitats familiars. En el 25,7% dels habitatges hi vivien persones soles el 10,5% de les quals corresponia a persones de 65 anys o més que vivien soles. El nombre mitjà de persones vivint en cada habitatge era de 2,49 i el nombre mitjà de persones que vivien en cada família era de 2,98.
Per edats la població es repartia de la següent manera: un 28,3% tenia menys de 18 anys, un 5,8% entre 18 i 24, un 26,7% entre 25 i 44, un 26,2% de 45 a 60 i un 13% 65 anys o més.
L'edat mediana era de 37 anys. Per cada 100 dones de 18 o més anys hi havia 90,8 homes.
La renda mediana per habitatge era de 25.750 $ i la renda mediana per família de 31.364 $. Els homes tenien una renda mediana de 27.500 $ mentre que les dones 22.083 $. La renda per capita de la població era d'11.888 $. Aproximadament el 14,4% de les famílies i el 16,4% de la població estaven per davall del llindar de pobresa.

## Poblacions més properes
El següent diagrama mostra les poblacions més properes.